# Jean de Labadie
Jean de Labadie, fransk mystiker och separatist, född 1610, död 1674, uppfostrades i jesuiternas skola i Bordeaux och slöt sig till en början med stor hänförelse till deras orden.

## Lämnade jesuitorden
Sedan allehanda mystisk-religiösa upplevelser hos honom grundlagt övertygelsen, att han var kallad till att reformera kyrkan efter de apostoliska församlingarnas mönster, utträdde han 1639 ur jesuitorden och ägnade sig, under stigande misstänksamhet och förföljelser från sina forna ordensbröder, åt en utomordentligt framgångsrik, fri predikoverksamhet på skilda orter.
Härunder närmade han sig, särskilt under intrycket av Calvins "Institutio", alltmer till den reformerta åskådningen och övergick 1650 uttryckligen till den reformerta kyrkan, men fortsatte alltjämt sin predikoverksamhet under samma fria former som förut.
Efter en mångårig uppseendeväckande verksamhet först i Frankrike, sedan i Schweiz kallades han 1666 till predikant för den vallonsk-reformerta församlingen i Middelburg i Nederländerna.
Där framträdde emellertid allt tydligare svårigheten för Labadie att finna sig till rätta med en verksamhet inom ordnade, kyrkliga former, och 1668 tog han steget ut till öppen separation.
Gentemot den nu av honom som "Babel" betecknade offentliga kyrkan gjorde det av honom grundade samfundet anspråk på att ha förverkligat den "rena" församlingens ideal. Härtill anknöt sig med allt större tydlighet andra svärmiska idéer.

## Egendomsgemenskap
I den labadistiska församlingen tillämpades en strängt kommunistisk levnadsordning, äktenskapet mellan "otrogna" förkastades som syndigt osv.
Labadisterna avvek i läran föga från den reformerta kyrkan, men hyllade en asketisk levnadsåskådning, till vars regel hörde bl.a. en fullständig egendomsgemenskap.

## Förföljelser
1670 nödgades församlingen att lämna Nederländerna och slog sig på inbjudan av pfalzgrevinnan Elisabet ned i Herford i Westfalen. Även där utsatt för förföljelser, fann den 1672 en ny fristad i Altona, där den stannade till Labadies död 1674.

## Blomstringstid
Strax efter denna återvände den emellertid till Nederländerna, där den av några rika gynnarinnor fått slottet Waltha vid Wiewert (Wieuwerd) i Västfriesland upplåtet för sin koloni.
Där upplevde den under de närmaste femton åren (1675–1690) sin högsta blomstring. Men sedan 1692 egendomsgemenskapen måst upphävas, kunde den gamla organisationen ej upprätthållas, labadisterna spred sig i olika länder, och vid mitten av 1700-talet kan samfundet anses upplöst.

## Impulserna fortlever
De från detta utgångna impulserna fortverkade emellertid i många senare religiösa rörelser, särskilt inom den Herrnhutiska brödraförsamlingen och den radikala pietismen.